# Ibis (sieć hotelowa)

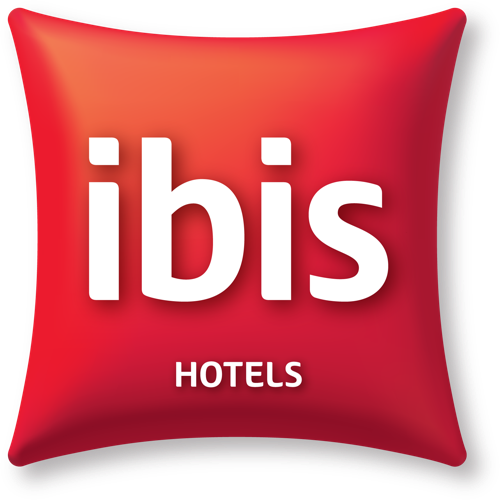
Logo sieci

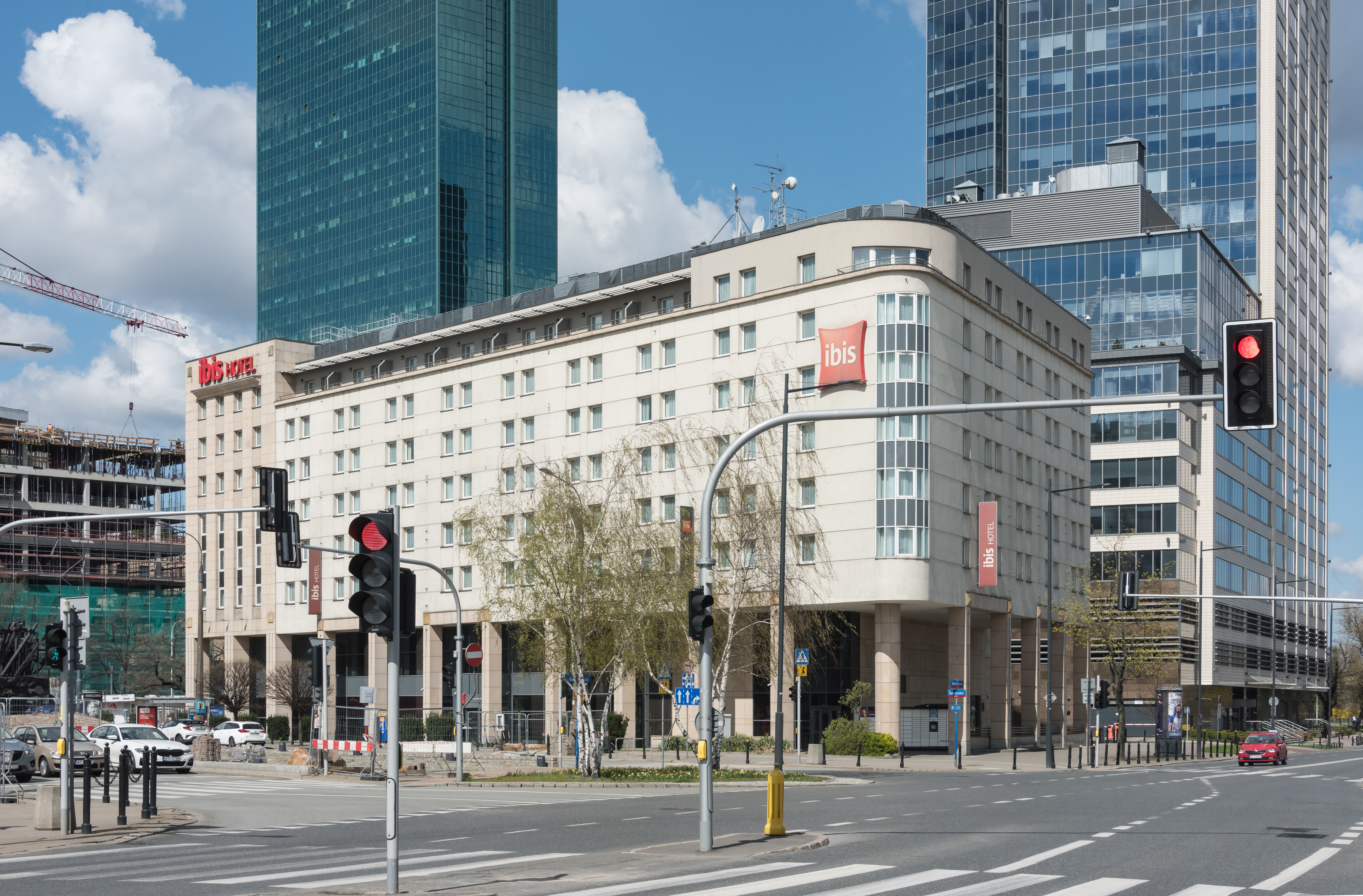
Hotel Ibis Warszawa Stare Miasto (2021)

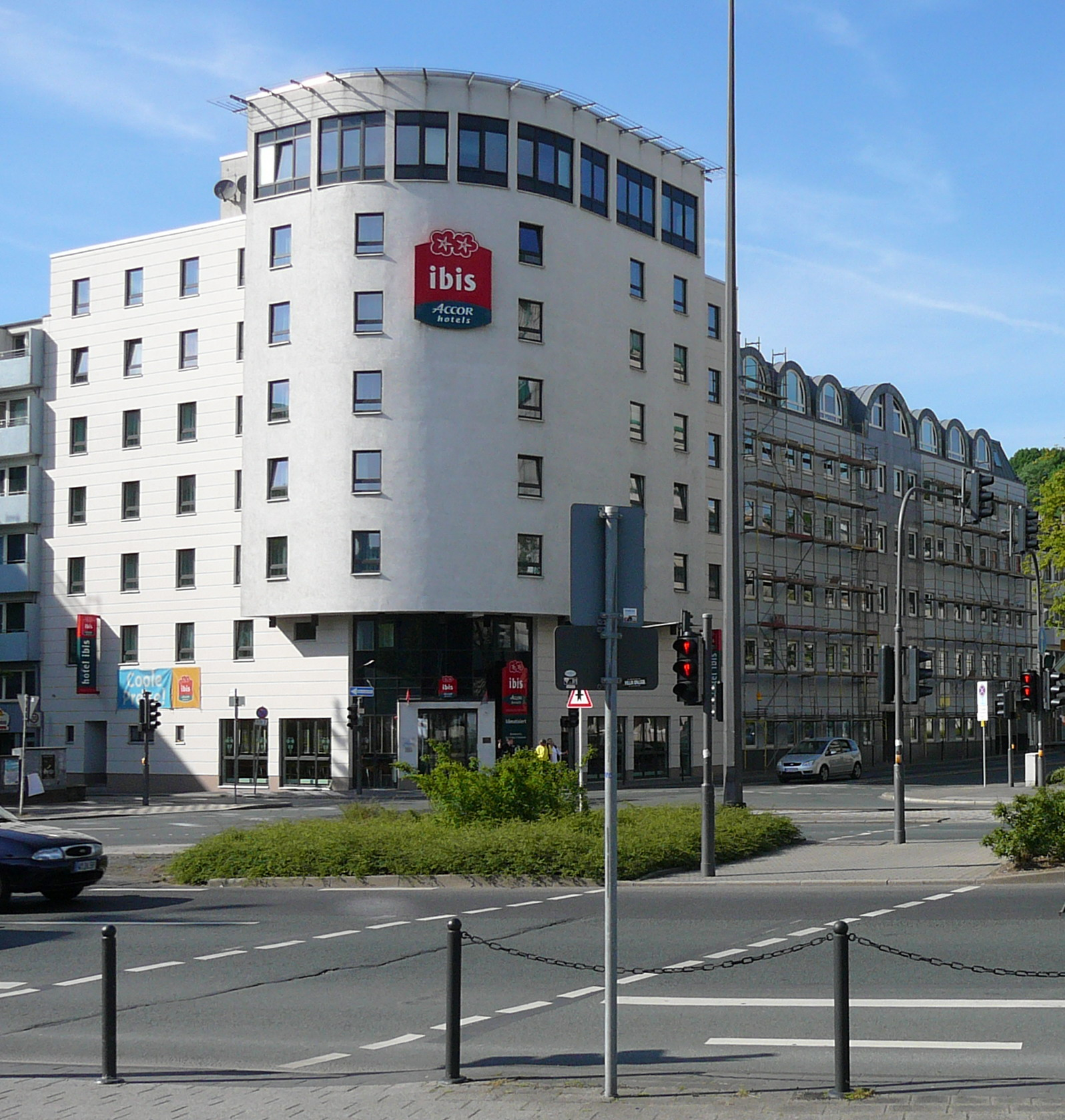
Hotel Ibis w Wuppertalu (2007)

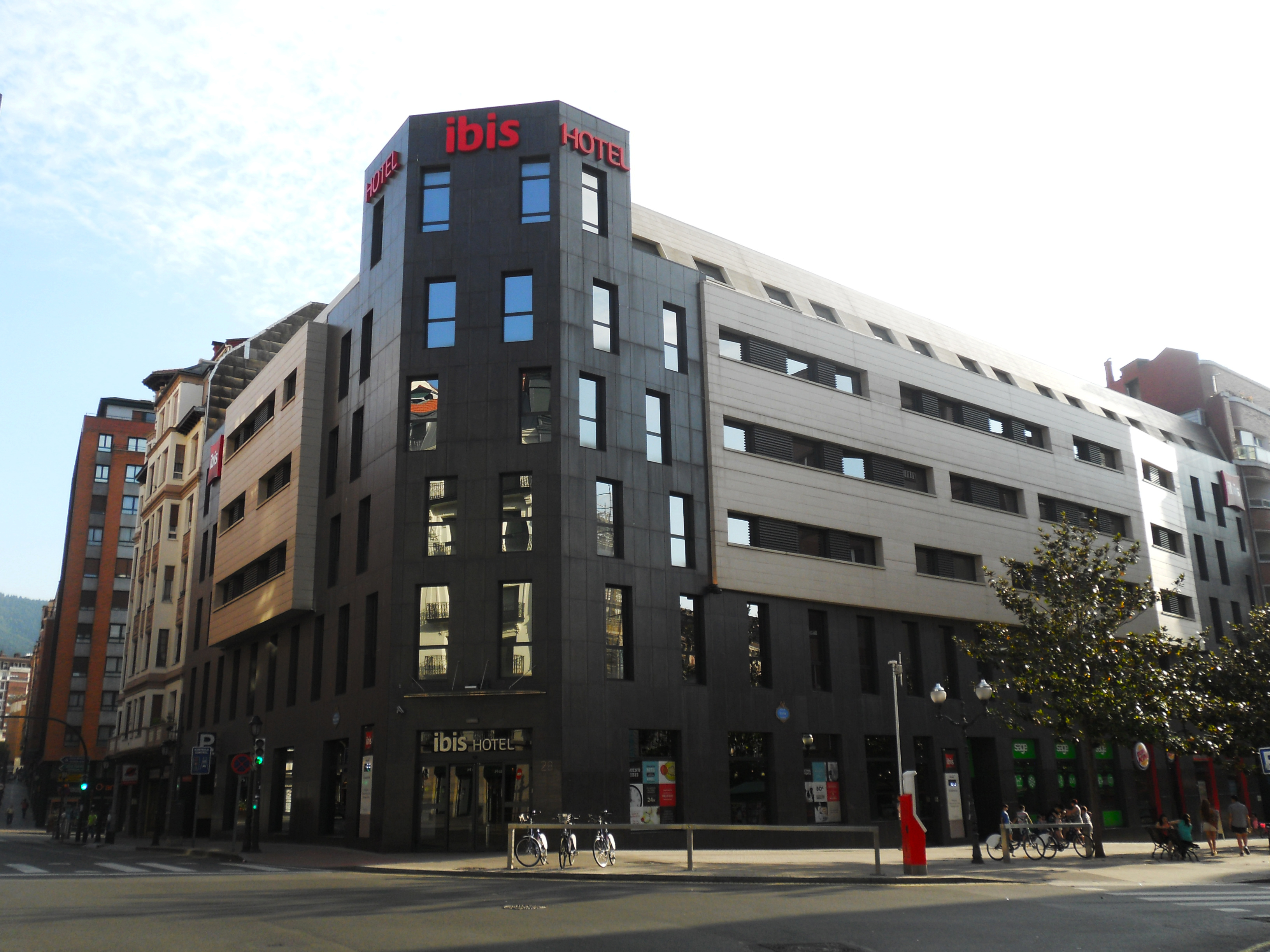
Hotel Ibis w Bilbao (2015)

Ibis – międzynarodowa sieć hotelowa należąca do AccorHotels. Sloganem marki jest "Dobre samopoczucie w najlepszej cenie". Hotele Ibis to marka hoteli ekonomicznych o standardzie ** lub ***. Na świecie pod marką Ibis na koniec 2015 funkcjonowało ponad 1000 hoteli z blisko 135000 pokojami w 64 państwach.

## Hotele Ibis w Polsce
Do sieci w Polsce należą następujące hotele, w większości zarządzane przez Orbis:
- Częstochowa − Ibis Częstochowa
- Gdańsk − Ibis Gdańsk Stare Miasto
- Kraków − Ibis Kraków Centrum
- Kraków − Ibis Kraków Stare Miasto
- Łódź − Ibis Łódź Centrum
- Poznań − Ibis Poznań Centrum
- Poznań − Ibis Poznań Stare Miasto
- Suchy Las − Ibis Poznań Północ
- Szczecin − Ibis Szczecin Centrum
- Warszawa − Ibis Warszawa Centrum
- Warszawa − Ibis Warszawa Ostrobramska
- Warszawa − Ibis Warszawa Reduta
- Warszawa − Ibis Warszawa Stare Miasto
- Wrocław − Ibis Wrocław Centrum (piętra od 1 do 4 dawnego hotelu Orbis Wrocław),
- Zabrze − Ibis Katowice Zabrze

## Dawne hotele Ibis w Polsce
- Kielce − Ibis Kielce Centrum